# Asowfeldzüge

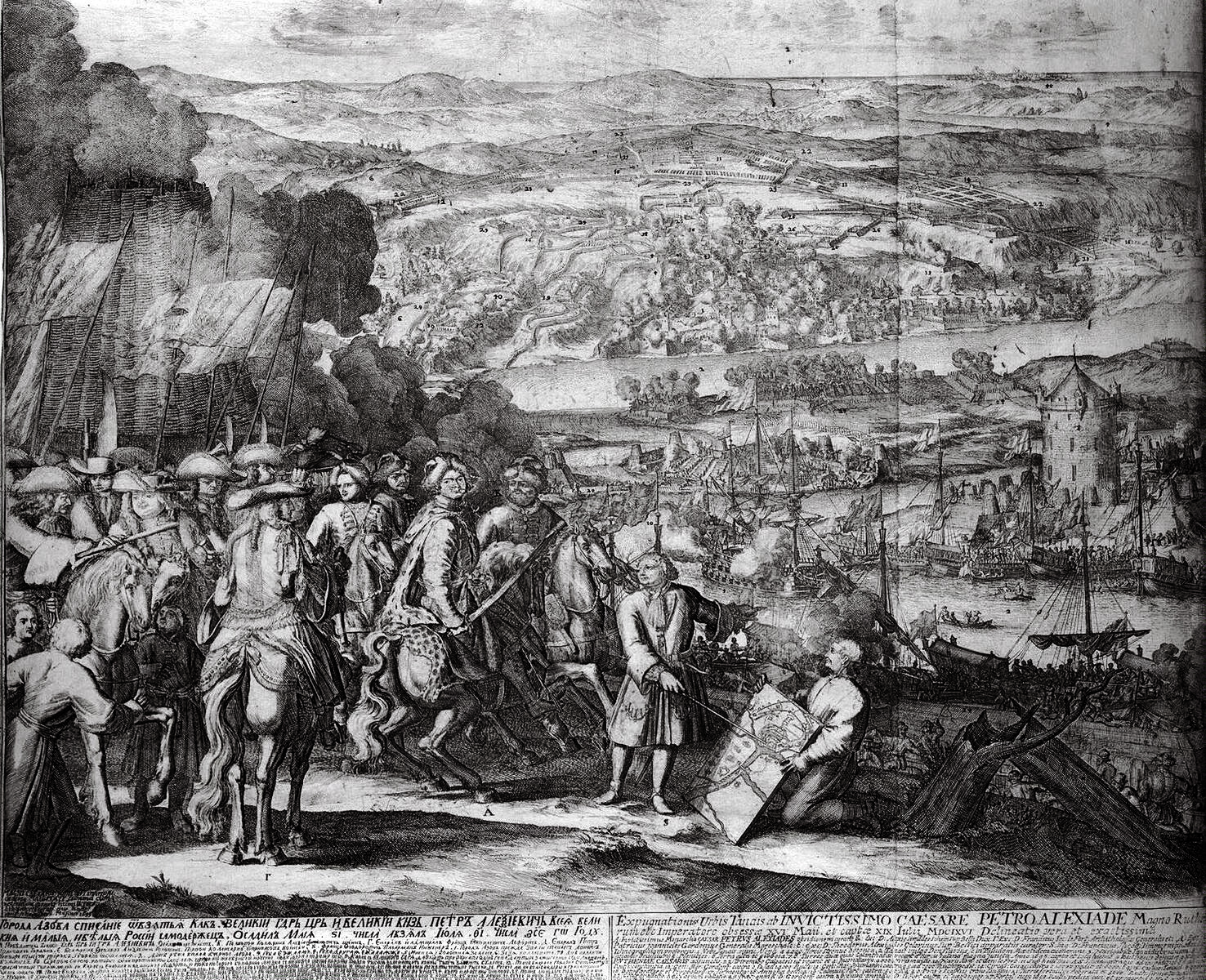
Die Eroberung von Asow, 1699, von Adriaan Schoonebeek

Asowfeldzüge (russisch Азовские походы Asowskije pochody) waren zwei Feldzüge des russischen Heeres gegen das Osmanische Reich in den Jahren 1695/96. Sie waren Teil des Russisch-Türkischen Krieges 1686–1700.

## Vorgeschichte
Ende des 17. Jahrhunderts kämpfte das russische Reich um die strategisch bedeutenden Zugänge zur Ostsee und zum Schwarzen Meer. Mit Lösung dieser Aufgaben sollten günstige Bedingungen zur Entwicklung wirtschaftlicher Verbindungen Russlands mit anderen Ländern über Schifffahrtswege und  die Sicherung des Staates gewährleistet werden. Bedroht wurden diese Interessen von den Krimtataren und dem Osmanischen Reich im Süden sowie den Schweden im Norden des Landes. Zar Peter der Große richtete seine Anstrengungen in dieser Periode auf die Lösung der Probleme an den südlichen Reichsgrenzen, da Russland 1686 mit Polen-Litauen, durch Abschluss des Vertrages des „Ewigen Friedens“, sowie mit Österreich und der Republik Venedig in der Heiligen Liga gegen die Türken verbunden war. Nachdem die Krimfeldzüge 1687/89 erfolglos geblieben waren, wurde als neues Ziel die osmanische Stadt Asow mit ihrer Festung gewählt.

## Erster Feldzug 1695
Nach Beginn der Vorbereitungen im Januar wurde ab dem 8. Juli 1695 die Festung Asow belagert. Unter der Führung von François Le Fort, Patrick Gordon und Awtonom Michailowitsch Golowin griffen drei Korps an, darunter Mineure und Donkosaken. Unter Boris Petrowitsch Scheremetew wandte sich eine weitere Armee mit Kavallerie, Schützen und Kosaken am Dnepr gegen das Krim-Khanat. Anfang Juli war Asow auf der Landseite von den Russen eingeschlossen. Nach zwei erfolglosen Angriffen im August und September musste die Belagerung jedoch abgebrochen werden. Ein Grund für den Fehlschlag war das Fehlen von Seestreitkräften.

## Zweiter Feldzug 1696
Noch im Jahr 1695 wurde mit dem Bau einer Flotte begonnen. Im April 1696 rückte die Armee unter der Führung von Alexei Schein entlang den Flüssen Woronesch und Don gegen Asow vor, während die neuerbaute Asow-Flotte unter der Führung Leforts mit zwei Schlachtschiffen („Apostel Paulus“ und „Apostel Petrus“), 4 Feuerschiffen, 23 Galeeren und weiteren Einheiten Asow seeseitig blockierte. Am 14. Juni kam es an der Mündung des Dons zum Kampf mit einer türkischen Flotte bestehend aus 23 Schiffen und 4000 Mann. Nach dem Verlust zweier Schiffe zog sich die türkische Flotte zurück. Am 18. Juli wurde die Festung Asow – nach intensivem Beschuss von Land und See sowie dem erfolgreichen Sturm auf äußere Befestigungen – durch Kosaken eingenommen.

## Folgen
Die für den Zweiten Asowfeldzug gebauten Kriegsschiffe stellten, neben der Baltischen Flotte im Norden, die Basis einer russischen Flotte im Süden des Reiches. Als Stützpunkt für die neue Flotte wurde der Ort Taganrog bereits ab 1696 als Hafen ausgebaut.
Nachdem im Frieden von Karlowitz 1699 ein zweijähriger Waffenstillstand vereinbart worden war, beendete der Vertrag von Konstantinopel (1700) den Krieg und bestätigte den russischen Besitz von Asow und Taganrog.
1710 griff das Osmanische Reich wiederum Russland an und konnte die russischen Truppen unter Boris Scheremetews Führung am Fluss Pruth besiegen. Asow wurde gemäß dem Frieden vom Pruth 1711 an die Türken zurückgegeben und Taganrog weitgehend zerstört. Erst 1769 wurde Asow endgültig russisch und Taganrog wieder aufgebaut.